# Renate Rungger

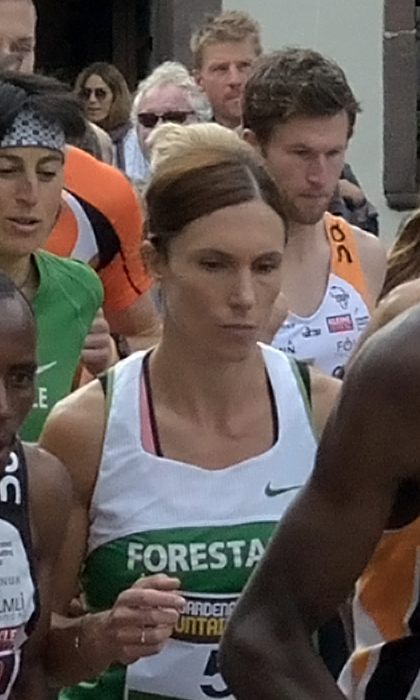
Renate Rungger, 2014

Renate Rungger (* 6. September 1979 in Bozen) ist eine italienische Langstreckenläuferin. Rungger lebt in der Gemeinde Sarntal.
Die aus einer Familie begeisterter Läufer stammende Athletin erzielte ihren ersten großen Erfolg, als sie 2002 in Udine mit 1:13:28 h einen Südtiroler Landesrekord im Halbmarathon aufstellte.
Danach konzentrierte sie sich auf Bahnläufe, wurde 2005 italienische Meisterin im 10.000-Meter-Lauf und belegte ein Jahr später über dieselbe Distanz bei den Leichtathletik-Europameisterschaften in Göteborg den 18. Platz.
2007 wandte sie sich wieder dem Straßenlauf zu, verbesserte als Siegerin des Turin Half Marathons ihren Landesrekord auf 1:13:08 h und stellte bei ihrer Premiere über die Volldistanz als Sechste des Venedig-Marathons mit 2:41:06 h einen weiteren Südtiroler Rekord auf, wobei sie über sechs Minuten unter der alten Marke von Edith Niederfriniger blieb.
2008 wurde sie nach einem zweiten Platz beim Südtiroler Frühlings-Halbmarathon überraschend Vizeweltmeisterin im Berglauf hinter der Österreicherin Andrea Mayr. Bei der Maratona d’Italia wurde sie Gesamtsechste sowie Vierte der italienischen Marathon-Meisterschaft und erzielte auf der wegen ihres Gefälles nicht bestenlistenfähigen Strecke eine Zeit von 2:39:59 h.
Die Athletin mit dem Spitznamen „Reni“ ist 1,66 m und wiegt 50 kg. Nach ihrer Matura arbeitete sie zunächst als Lektorin bei Athesia, bevor sie professionelle Läuferin wurde. Sie ist Mutter einer Tochter und eines Sohnes und ist mit dem Langstreckenläufer Eduard Lahner liiert. Wie ihre Läuferkollegin Silvia Weissteiner ist sie bei der Forstwache angestellt.

## Persönliche Bestzeiten
- 1500 m: 4:12,29 min, 26. Mai 2006, Conegliano
- 5000 m: 15:32,83 min, 4. Juni 2006, Florenz
- 10.000 m: 32:38,17 min, 7. August 2006, Göteborg
- Halbmarathon: 1:13:08 h, 23. September 2007, Turin
- Marathon: 2:41:06 h, 28. Oktober 2008, Venedig